# Okruchy weselnego tortu
Okruchy weselnego tortu – zbiór opowiadań Wojciecha Żukrowskiego, który pisał go przez dziesięć lat 1948-1958, a wydał  w 1959 roku.
Książka przedstawia rzeczywistość rozpiętą między dokumentaryzmem i swobodą fantazji. Żukrowski w tej publikacji wraca do swego dzieciństwa, z którym jest związany pamięcią i sposobem patrzenia na życie oraz jego filozofią.
S. Melkowski tak komentuje tę książkę: jeszcze raz, serdeczną i czułą pamięcią z dzieciństwem związany, nurt kompensacyjny tego pisarstwa przynosi katartyczne skutki, ocala tak bardzo nadwyrężoną w epoce socrealizmu spoistość i samoistność artystycznej i ideowej osobowości twórcy. Znamienne, że podobna podróż do świata własnego dzieciństwa podjęta została po roku 1956 nie tylko przez Żukrowskiego, lecz także przez innych pisarzy, który z poprzednich lat wynieśli okaleczałą i obolałą świadomość ograniczenia praw swobodnej ekspresji. Wystarczy tu przypomnieć poetycką powieść Tadeusza Konwickiego "Dziura w niebie" czy też piękną i mądrą powieść Wilhelma Macha "Życie duże i małe". Książkę tę ocenia się jako dojrzałe mistrzostwo. Trudno jest przytaczać dalsze cytaty z omówień Okruchów weselnego tortu, zbyt ściśle związane są one z treścią opowiadań. Krytycy podkreślają, że największą wartością jest przyjęta metoda narracji, która jest spleciona z dwóch "ja" - osoby opowiadającej i osoby przeżywającej. Ważne dla rozumienia i wielowarstwowości opowiadań zamieszczonych w zbiorku jest wieloznaczność użytych określeń oraz wzajemne przenikanie się poszczególnych pojęć. Z jednej strony mamy do czynienia z dosłownością znaczeń, z drugiej zaś metaforyczne. Melkowski ocenia, że Okruchy weselnego tortu to książka przedstawiająca świat między dosłownością i realnością a metaforą i nadrzeczywistością. Wszystkiemu służą drobne przedmioty, ulotne chwile, które zapadły w pamięć, zacierające się z przeszłości obrazy czy użyte sformułowania, które wypiera współczesny język.